# Bathyphellia margaritacea
Espèce
La Bathyphellia margaritacea est une anémone de mer de la famille des Bathyphelliidae.
Cette actinie a été filmée par l’équipe du sous-marin MIR, parti planter un drapeau russe sous le pôle Nord, à 4 200 m sous la surface de l’Océan Arctique, à hauteur du pôle. Cette anémone de mer polaire est considérée comme l’animal vivant le plus au nord de la planète.